# Metabolisk stress
Metabolisk stress innebär att metabolismen i celler ansträngs. Den orsakas huvudsakligen av brist på syre och leder bland annat till låga kreatinfosfatnivåer och sur miljö (lågt pH). Vid en muskelaktion ökar trycket inne i muskeln och då stängs blodcirkulationen av. Om aktionen upprätthålls under längre tid, eller om den upprepas efter en kort paus, bygger det upp ett syreunderskott. Om muskelaktionen är kortvarig, blir syreunderskottet litet. Om muskelaktionen däremot fortsätter, blir syreunderskottet stort. Om pausen mellan serierna är kort, påverkar det också den metaboliska stressen. 